# Dasineura betuleti
Dasineura betuleti är en tvåvingeart som först beskrevs av Jean-Jacques Kieffer 1886.  Dasineura betuleti ingår i släktet Dasineura och familjen gallmyggor.
Artens utbredningsområde är Frankrike. Inga underarter finns listade i Catalogue of Life.